# Stortjärnen (Håsjö socken, Jämtland)
Stortjärnen är en sjö i Bräcke kommun i Jämtland och ingår i Indalsälvens huvudavrinningsområde.